# Riu Banganga (Rajasthan)
Banganga (o Utangan) és un riu del nord de l'Índia que neix al Rajasthan al nord de Jaipur, prop de Bairat, i corre cap a l'est passant prop de Bharatpur i Dholpur. Entra a Uttar Pradesh i després d'un recorregut de 350 km desaigua al Jumna a uns 15 km a l'est de Fatehbad. El riu és en part perenne, però a la part baixa s'asseca quan no és temporada de pluja. Els principals tributaris són el Gambhir, Kawar o Koela, i Parvatl per la riba dreta i Kharl per l'esquerra. Al districte de Bharatpur se l'anomena Ghora-pachhar o "El que tomba als cavalls", per les inundacions que de vegades causa.